# Garčin
Garčin (deutsch Garzin) ist ein Dorf in der kroatischen Gespanschaft Brod-Posavina (Brodsko-posavska županija), das seit 1993 auch eine Gemeinde ist. Zu den Ortschaften der Gemeinde gehören noch: Bicko Selo, Klokočevik, Šušnjevci, Sapci, Selna, Trnjani, Vrhovina und Zadubravlje.

## Geographie

### Geographische Lage
Garčin liegt etwa 14 km östlich von Slavonski Brod, dem Hauptsitz der Gespanschaft.
Das Dorf streckt sich 2,52 km entlang der belebten Straße, die die Städte Vinkovci-Slavonski Brod-Nova Gradiška verbindet. Außerdem befindet sich Garčin an der Eisenbahnlinie, die Ost- und Westkroatien, aber auch Kroatien mit anderen europäischen Städten verbindet (z. B. Lipovac-Zagreb-Ljubljana).

### Flora und Fauna
Die Umgebung ist sehr waldreich. Die Wälder sind voll von Baumsorten (z. B. Eiche, Zirneiche und Weißbuche) und vielfältigen Tierarten (z. B. Wildschwein, Hirsch, Reh, Fuchs, Eichhörnchen, Specht, Kuckuck, Drossel u. a.).

## Geschichte
Garčin wurde zum ersten Mal 1474 als eine Festung („Castellum Garchyn“) erwähnt, so dass das Dorf den Namen nach der Festungsmauer „Gardun“ bekommen hat. Man vermutet, dass diese Mauer im 6. oder 7. Jahrhundert erbaut wurde. Nach diesem Namen wurde auch der heutige Fußballverein benannt.

### Religionen
Der Religion nach ist der größte Teil der Einwohner römisch-katholisch.

### Einwohnerentwicklung
Nach einer Volkszählung aus dem Jahr 2011 wurden 911 Einwohner im Dorf und 4.806 in der gesamten Gemeinde notiert. Die Einwohner sind ihrer Nationalität nach größtenteils kroatisch.

## Kultur und Sehenswürdigkeiten
Die Garčiner sind sehr stolz auf die nicht weit entfernte Wallfahrtsstätte der Heiligen Muttergottes in Grabovac. Jedes Jahr wird zur Mariä Himmelfahrt und Mariä Geburt die Wallfahrtsstätte zum zentralen Besuchsplatz der meisten Gläubigen dieses Gebietes.

## Wirtschaft und Infrastruktur
Von den Wirtschaftszweigen dominiert in diesem Gebiet die Landwirtschaft. Der Getreide- wie auch der Weinanbau sind sehr verbreitet. Die Anwohner betreiben auch überwiegend Viehzucht.

## Persönlichkeiten

### Söhne und Töchter der Stadt
Zu den bedeutenden Persönlichkeiten, die in Garčin geboren sind, gehören der Bischof Antun Akšamović und der berühmte kroatische Historiker Vjekoslav Klaić, nach dem die Grundschule und die Folkloregruppe ihren Namen bekommen haben.
Antun Akšamović wurde 1970 zum Bischof von Djakov ernannt. Am 50. Jahrestag seiner Ernennung fertigte der Steinhauer Ivan Germovšek eine Gedenktafel, die sich am Pfarrhaus in Garčin befindet.

## Bildung
Die erste Volksschule in Garčin wurde 1714 gegründet. Der erste Lehrer war Ferdinand Klaić, der Großvater von Vjekoslav Klaić. Nachdem ein neues Bildungsgesetz 1765 erschienen war, war in Garčin auch eine sogenannte Trivialschule tätig. Der Unterricht dauerte drei Jahre und war nur für Jungen geeignet. Das Hauptfach war Deutsch und nur Kinder deutscher Herkunft durften diese Schule besuchen. Das Bildungswesen änderte sich jedoch mit der Zeit. Ab 1830 durften auch Mädchen die Schule besuchen und ab 1839 gab es in Garčin zwei Schulen: die Volksschule – die fünf Jahre dauerte und die nur Kinder aus Garčin, Sapci, Selna und Bicko Selo besuchen durften, sowie die Trivialschule – die für Kinder aus der Gegend geeignet war. Nach dem Zweiten Weltkrieg dauerte die Volksschule acht Jahre, was sich bis heute nicht geändert hat.

## Sonstiges
Dank der Kirche St. Matthäus (Sveti Matej) ist Garčin auch ein Pfarrzentrum, in dem die Grundschule Vjekoslav Klai, die Folkloregruppe, der Jagd- und Fußballverein und die Freiwillige Feuerwehr Garčin von großer Bedeutung sind.
Das Gemeindezentrum, das für vielfältige Veranstaltungen geeignet ist, die Post, das Standesamt, sowie die Ambulanz, zeigen nur einen Teil des gesamten Bildes vom heutigen Garčin.